# Сен-Марсель (Италия)
Сен-Марсель (фр. Saint-Marcel) — коммуна в Италии, располагается в автономном регионе Валле-д’Аоста.
Население составляет 1227 человек (2008 г.), плотность населения составляет 29 чел./км². Занимает площадь 42 км². Почтовый индекс — 11020. Телефонный код — 0165.
Покровителем коммуны почитается святой Марцелл I (папа римский), празднование 16 января.

## Демография
Динамика населения:

## Галерея
- Крепкий дом в Прарейе́ (фр. Prayarer)
- Замок Сен-Марсель
- Приходской храм зимой
- Молельня в Плу (фр. Plout)
- Éve-verda (на франкопровансальском: "зеленая вода"), бирюзовый источник воды в долине Сен-Марсель
- Заповедник Les Îles